# Band (samenleving)
Een band of band-samenleving is de meest eenvoudige vorm van menselijke organisatie. Een band is gebaseerd op sociale verwantschap en bestaat in het algemeen uit niet meer dan 30 tot 50 personen. Hij kan deel uitmaken van een groter verband: een grootfamilie (extended family), een clan of een stam (tribe). Het begrip is verwant aan horde (bende), maar die term wordt alleen in negatieve betekenis gebruikt.
Vaak bestaan bands uit jager-verzamelaars met een relatief egalitaire organisatie; de sociale stratificatie is laag en status efemerisch. De groep heeft een grote mate van mobiliteit, is zelfvoorzienend en produceert vrijwel geen overschotten. Handel is daarmee zeer beperkt en aangezien wetgeving niet permanent is, ontbreekt de noodzaak voor een schrift vrijwel volledig. Politieke instituten ontbreken en leiderschap is vaak informeel en charismatisch. Beslissingen worden veelal met consensus genomen.

## Ontwikkeling van de term
De term werd in de negentiende eeuw gebruikt als eerste stap in een eenlijnige culturele evolutie. Deze theorie van sociale ontwikkeling werd al aan het einde van die eeuw door onder meer Franz Boas ondergraven. De theorie werd gezien als etnocentrisch en men verwierp de door het vooruitgangsgeloof ingegeven idee dat de moderne samenleving beter zou zijn dan oudere vormen. Wat volgde was wat Marvin Harris later historisch particularisme noemde; men meende de menselijke geschiedenis slechts in kleine geïsoleerde delen, maar nooit in zijn totaliteit te kunnen weergeven, de idiografische benadering.
Halverwege de twintigste eeuw werden echter weer pogingen gedaan voor een systematische of nomothetische benadering. Leslie White en Julian Steward brachten een herleving van de oude culturele evolutie waarbij rekening werd gehouden met de bezwaren. Steward onderscheidde de familie, patrilineaire en samengestelde bands, Redfields folk society en de staat. In Evolution and Culture uit 1960 werd dit neo-evolutionisme verder uitgewerkt. Hierin onderscheidden Elman Service en Marshall Sahlins de sociale structuur op basis van de complexiteit. In toenemende complexiteit waren dit de band, de stam (tribe), de proto-staat (chiefdom) en de natiestaat.
In de jaren daarna bleek uit onderzoek dat kenmerken van veel samenlevingen moeilijk in te passen waren in deze onderverdeling. In de antropologie werden dit model en dat van Morton Fried dan ook grotendeels verlaten en keerde men weer terug naar de nadruk op onderzoek naar specifieke culturen. In de archeologie liep men tegen dezelfde problemen aan. Hier verliet men de modellen echter niet, maar begon men deze aan te passen en uit te breiden. Ondanks dit alles wordt de term band nog steeds gebruikt om de grootte en sociale hiërarchie van een groep aan te duiden.
Bij nomadische volkeren, zoals de Inuit, hebben bands een losse organisatie. Ze kunnen zich opsplitsen (in de lente/zomer) en weer groeperen (in winterkampen) afhankelijk van het seizoen, of ledenfamilies kunnen zich verspreiden om zich bij andere bands aan te sluiten.

## Antropologische theorie
- Fried, M.H. (1960): On the Evolution of Social Stratification and the State in Culture in History, ed. Diamond, S., Columbia University Press,
- Fried, M.H. (1967): The Evolution of Political Society. An Essay in Political Anthropology, Random House,
- Sahlins, M.D.; Service, E.R. [ed] (1960): Evolution and Culture, University of Michigan Press,
- Service, E.R. (1962): Primitive Social Organization; an Evolutionary Perspective, Random House,
- Steward, J.H. (1955): Theory of Culture Change: The Methodology of Multilinear Evolution, University of Illinois Press.